# Соломон, Фирью
Фирью Соломон Айеле (амх. ፍሬው ሰለሞን; род. 18 сентября 1992, Ауаса, Эфиопия) — эфиопский футболист, выступающий на позиции полузащитника в Сидама Кофи. Также представляет сборную Эфиопии по футболу.

## Клубная карьера
Родился 18 сентября 1992 года в Ауаса, Эфиопия. В возрасте 22 лет начал карьеру профессионального футболиста и дебютировал за Дифенс Форс. После двух лет в клубе перешёл в Ауаса Сити. Но поиграв два сезона за клуб, вернулся обратно в Дифенс Форс. 5 августа 2020 года перешёл в Уольките Сити. За сезон 2020/2021 провёл только один матч, и 4 сентября 2021 года перешёл в Сидама Кофи.

## Карьера в сборной
За сборную дебютировал 7 июня 2015 года в домашнем товарищеском матче против сборной Замбии. Встреча закончилась минимальным поражением со счётом 1:0. Был участником сборной на Кубке африканских наций в 2021 году. На турнире сыграл два матча против сборной Кабо-Верде и сборной Камеруна. Оба матча закончились поражениями со счётом 1:0 и 4:1 соответственно. Всего за сборную сыграл 10 официальных матчей и 1 неофициальный матч, в которых одержал 2 победы, 4 ничьи и 5 поражений.